# 天津老師
天津老師（てんしんろうし、1962年6月29日－）は、ゲームデザイナー。

## 作品リスト
- 五虎三国志（翔企画）
- 三国志英雄伝（翔企画）
- 五虎三国志2（ゲームジャーナル）
- 孔明北伐（ゲームジャーナル）
- 春秋戦国（ゲームジャーナル）
- 竜虎三国志（ゲームジャーナル）
- 関ヶ原前哨戦（SLGamer(同人作品)）
- バルジ大決戦（SLGamer(同人作品)）
- 関ヶ原総進撃（SLGamer(同人作品)）
- ロンメル・アット・エル・アラメイン（SLGamer(同人作品)）
- 日露日本海の戦い（SLGamer(同人作品)）
- モスクワ大決戦＆ハリコフ攻防戦（SLGamer(同人作品)）
- 吾妻鏡（SLGamer(同人作品)）
- 第二次ソロモン海戦（SLGamer(同人作品)）
- エプソム作戦＆コブラ作戦（SLGamer(同人作品)）

| スタブアイコン | サブスタブ | この項目は、まだ閲覧者の調べものの参照としては役立たない、人物に関連した書きかけの項目です。この項目を加筆・訂正などしてくださる協力者を求めています（P:人物伝/PJ:人物伝）。 |